# Оксамитова акула коротконоса
Оксамитова акула коротконоса (Centroscymnus cryptacanthus) — акула з роду Оксамитова акула родини Полярні акули.
Синонім Centroscymnus owstonii  Garman, 1906.

## Опис
Загальна довжина досягає 1,04-1,05 м. Голова середнього розміру. Морда коротка. Очі помірно великі, овальні. За очима присутні невеличкі бризкальця. Губи товсті. Верхні губні борозни короткі, їх довжина значно менше, ніж відстань між кінчиками борозен. На верхній щелепі зуби шилоподібні. На нижній щелепі — широкі, мають боковий нахил до кутів рота. У неї 5 коротких зябрових щілин. Тулуб кремезний, щільний, трохи звужується до голови. Має 2 маленьких спинних плавця з шипами. Шипи дуже маленькі, майже не виступають над шкірою, приховані у передній, скелетній, частині плавців. Задній спинний значно більше за передній. Анальний плавець відсутній. Хвостовий плавець широкий, веслоподібний.
Забарвлення чорне або чорно-коричневе без плям.

## Спосіб життя
Тримається на глибині від 400 до 1164 м. Зустрічається на материковому та острівному схилах. Помірно активний хижак. Полює біля дна (бентофаг). Живиться костистими рибами, кальмарами, ракоподібними.
Статева зрілість настає у самців при розмірі 72 см, самиць — 102–104 см. Це яйцеживородна акула.

## Розповсюдження
Мешкає в окремих ареалах поблизу Сенегалу, о-вів Мадейра, Уругваю.